# 長嶺将真

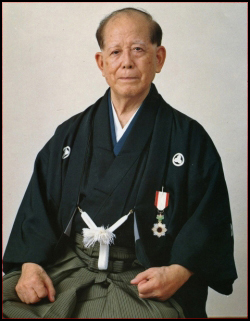

長嶺 将真（ながみね しょうしん、1907年7月15日 - 1997年11月2日）は、沖縄県の空手家、警察官。松林流開祖。昭和期を代表する空手家の一人であり、空手史研究家としても知られている。

## 経歴
1907年（明治40年）、那覇市泊村生まれ。17歳から空手を習い始め、19歳から当時の空手の大家・喜屋武朝徳の高弟であった新垣安吉に師事した。1928年（昭和3年）、那覇市立商業学校（現・沖縄県立那覇商業高等学校）卒業後、翌年には歩兵大分連隊に入隊し、済南事変にも参戦した。
1931年（昭和6年）、沖縄県巡査となり嘉手納警察署勤務になったことから、地元に住む喜屋武朝徳に師事することになった。1936年（昭和11年）には、東京にて本部朝基にも師事する機会に恵まれた。
1939年（昭和14年）6月、長嶺は大日本武徳会沖縄支部武徳殿開殿式において、大日本武徳会長、林銑十郎陸軍大将以下関係者を招いて行われた記念演武会で「北谷屋良ノ公相君」の型を単独演武、。
1940年（昭和15年）7月、大日本武徳会より比嘉世幸（沖縄剛柔流）と空手術錬士の称号を授与される。
1941年（昭和16年）、長嶺は沖縄空手道専門委員となり「普及形I」を創案する。1956年（昭和31年）には、沖縄空手道連盟の初代副会長に就任し、さらに1961年（昭和36年）から1969年（昭和44年）までの8年間、四期連盟の会長を務めた。1977年（昭和52年）には、世界松林流空手道連盟を組織した。1982年（昭和57年）、勲五等双光旭日章を受章。

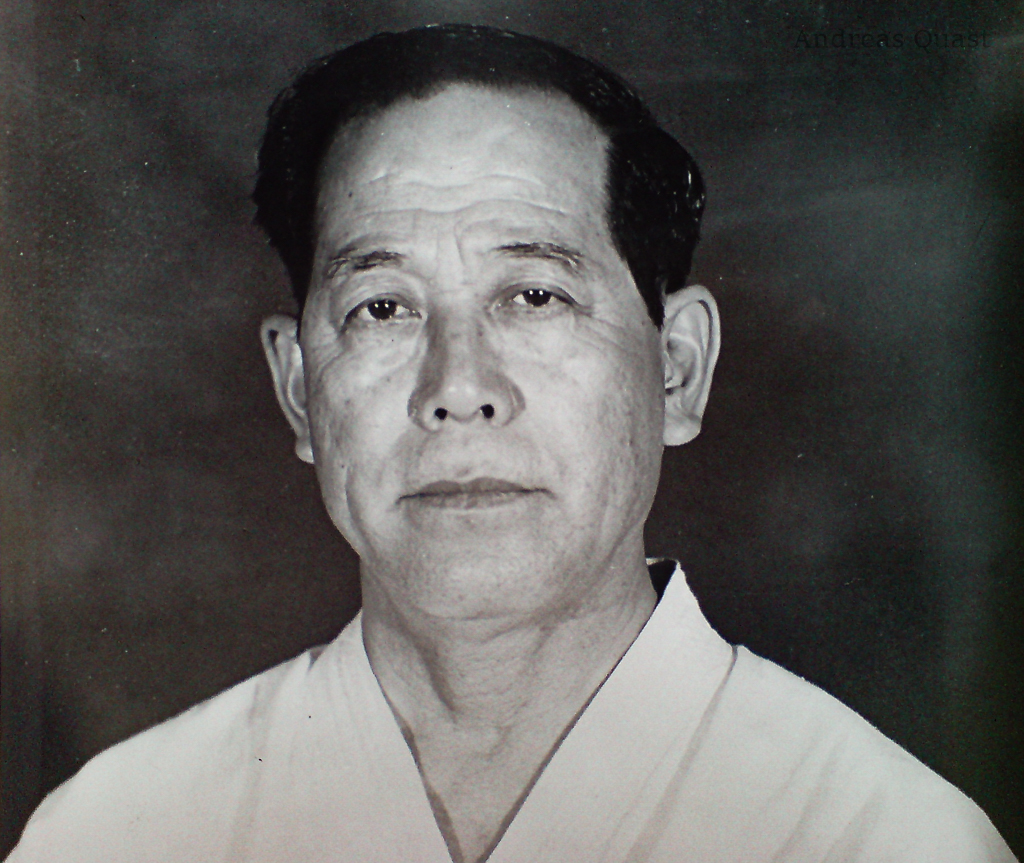

1997年（平成9年）、長嶺は沖縄空手界初の「沖縄県指定無形文化財保持者」の一人に選ばれたが、同年、那覇市内の病院で急性腎不全のため死去した。享年90。長嶺は空手史研究家としても著名で、彼の著作は今日でもしばしば引用される。

## 著作
- 『史実と伝統を守る　沖縄の空手道』（新人物往来社、1975年）
- 『史実と口伝による沖縄の空手・角力名人伝』（新人物往来社、1986年）ISBN 4404013493

## 関連記事
- 空手道
- 空手家一覧